# Àlex Corretja
Àlex Corretja Verdegay (Barcelona, 11 de abril de 1974) é um ex-tenista profissional espanhol, foi o N° 2 do ranking mundial da ATP em 1999 e ganhou um total de 20 títulos, sendo 17 em simples e 3 em duplas.
Durante sua carreira, que acabou em 24 de setembro de 2004, Corretja chegou 2 vezes à final do Torneio de Roland-Garros (1998 e 2001) e ganhou a Tennis Masters Cup, atual   (ATP Finals), em 1998. Além disso, foi campeão da Copa Davis de 2000. Ao lado de seus compatriotas Albert Costa e Juan Carlos Ferrero.
Corretja primeiramente chamou a atenção do mundo do tênis como um promissor júnior que ganhou o 16.º Orange Bowl em 1990. Tornou-se profissional em 1991, e ganhou seu primeiro título ATP de simples em 1994, em Buenos Aires. Seu primeiro título em duplas veio em 1995, em Palermo.
Em 1996, Corretja enfrentou Pete Sampras em um épico jogo nas quartas de final no US Open. Corretja marcou um match point durante o quinto set, mas por fim perdeu para Sampras em quatro horas e nove minutos, com a marcação 7-6, 5-7, 5-7, 6-4 e 7-6.
Em 1997 Corretja conquistou três títulos, incluindo seu primeiro título Masters 1000 o Masters de Roma. E o segundo no ano 2000, em Indian Wells.
Corretja alcançou em 1998 a sua primeira final de Grand Slam em Roland Garros. No terceiro circuito, derrotou Hernan Gumy da Argentina na partida mais longa na história do torneio, durando 5 horas e 31 minutos e com a pontuação 6-1, 5-7, 6-7, 7-5 e 9-7. Mas na final, Corretja perdeu para seu companheiro espanhol Carlos Moyá por 6-3, 7-5 e 6-3. Ele terminou o ano de 1998 obtendo o seu maior título, o ATP Finals.
Corretja ganhou também uma medalha de bronze de duplas masculinas nos Jogos Olímpicos de Sydney de 2000, com o parceiro Albert Costa.
Em 2001, Corretja alcançou a final de Roland Garros pela segunda vez. Mas foi derrotado por um dos melhores saibristas de todos os tempos, Gustavo Kuerten, por 6-7, 7-5, 6-2 e 6-0.
Em julho desse ano, Corretja ganhou o título de Amesterdão contra Younes El Aynaoui por 6-3, 5-7, 7-6, 3-6 e 6-4.
Em 2003, participou novamente da equipe espanhola que chegou à final da Copa Davis. Ganhou duas partidas em duplas, mas na final Corretja e Feliciano López perderam, e a Espanha foi derrotada por 3-1 pela Austrália.

## Grand Slam simples finais

### Vice-Campeonatos (2)
| Ano  | Campeonato       | Oponente na Final | Placar da Final       |
| 1998 | Aberto da França | Carlos Moyá       | 6–3, 7–5, 6–3         |
| 2001 | Aberto da França | Gustavo Kuerten   | 6–7(3), 7–5, 6–2, 6–0 |

## Simples (30)

### Vitórias (17)
| Legenda                           |
| Grand Slam (0)                    |
| Tennis Masters Cup (1)            |
| ATP Masters Series (2)            |
| ATP International Series Gold (5) |
| ATP Tour (9)                      |

| Títulos por Piso |
| Duro (6)         |
| Grama (0)        |
| Saibro (10)      |
| Carpete (1)      |

| N.  | Data              | Torneio            | Piso    | Oponente na final      | Placar                  |
| 1.  | 14 Novembro 1994  | Buenos Aires       | Saibro  | Javier Frana           | 6–3, 5–7, 7–6(5)        |
| 2.  | 14 Abril 1997     | Estoril            | Saibro  | Francisco Clavet       | 6–3, 7–5                |
| 3.  | 19 Maio 1997      | Roma               | Saibro  | Marcelo Ríos           | 7–5, 7–5, 6–3           |
| 4.  | 21 Julho 1997     | Stuttgart Outdoor  | Saibro  | Karol Kučera           | 6–2, 7–5                |
| 5.  | 16 Fevereiro 1998 | Dubai              | Duro    | Félix Mantilla Botella | 7–6(0), 6–0             |
| 6.  | 13 Julho 1998     | Gstaad             | Saibro  | Boris Becker           | 7–6(5), 7–5, 6–3        |
| 7.  | 24 Agosto 1998    | Indianapolis       | Duro    | Andre Agassi           | 2–6, 6–2, 6–3           |
| 8.  | 26 Outubro 1998   | Lyon               | Carpete | Tommy Haas             | 2–6, 7–6(6), 6–1        |
| 9.  | 30 Novembro 1998  | Tennis Masters Cup | Duro    | Carlos Moyà            | 3–6, 3–6, 7–5, 6–3, 7–5 |
| 10. | 20 Março 2000     | Indian Wells       | Duro    | Thomas Enqvist         | 6–4, 6–4, 6–3           |
| 11. | 17 Julho 2000     | Gstaad             | Saibro  | Mariano Puerta         | 6–1, 6–3                |
| 12. | 30 Julho 2000     | Kitzbühel          | Saibro  | Emilio Benfele Álvarez | 6–3, 6–1, 3–0 retired   |
| 13. | 21 Agosto 2000    | Washington         | Duro    | Andre Agassi           | 6–2, 6–3                |
| 14. | 23 Outubro 2000   | Toulouse           | Duro    | Carlos Moyà            | 6–3, 6–2                |
| 15. | 23 Julho 2001     | Amsterdam          | Saibro  | Younes El Aynaoui      | 6–3, 5–7, 7–6, 3–6, 6–4 |
| 16. | 15 Julho 2002     | Gstaad             | Saibro  | Gastón Gaudio          | 6–3, 7–6(3), 7–6(3)     |
| 17. | 29 Julho 2002     | Kitzbühel          | Saibro  | Juan Carlos Ferrero    | 6–4, 6–1, 6–3           |

### Vices (13)
| N.  | Data             | Torneio       | Piso   | Opponent in the final | Score               |
| 1.  | 2 Novembro 1992  | Guarujá       | Duro   | Carsten Arriens       | 7–6, 6–3            |
| 2.  | 3 Outubro 1994   | Palermo       | Saibro | Alberto Berasategui   | 2–6, 7–6, 6–4       |
| 3.  | 13 Maio 1996     | Hamburg       | Saibro | Roberto Carretero     | 2–6, 6–4, 6–4, 6–4  |
| 4.  | 29 July 1996     | Kitzbühel     | Clay   | Alberto Berasategui   | 6–2, 6–4, 6–4       |
| 5.  | 7 October 1996   | Marbella      | Clay   | Marc-Kevin Goellner   | 7–6, 7–6            |
| 6.  | 28 Abril 1997    | Monte Carlo   | Saibro | Marcelo Ríos          | 6–4, 6–4, 6–3       |
| 7.  | 5 Maio 1997      | Munich        | Saibro | Mark Philippoussis    | 7–6, 1–6, 6–4       |
| 8.  | 11 Maio 1998     | Hamburgo      | Saibro | Albert Costa          | 6–2, 6–0, 1–0, ret. |
| 9.  | 8 Junho 1998     | Roland Garros | Saibro | Carlos Moyà           | 6–3, 7–5, 6–3       |
| 10. | 18 Janeiro 1999  | Sydney        | Duro   | Todd Martin           | 6–3, 7–6            |
| 11. | 30 Agosto 1999   | Long Island   | Duro   | Magnus Norman         | 7–6, 4–6, 6–3       |
| 12. | 20 Setembro 1999 | Mallorca      | Saibro | Juan Carlos Ferrero   | 2–6, 7–5, 6–3       |
| 13. | 11 Junho 2001    | Roland Garros | Saibro | Gustavo Kuerten       | 6–7, 7–5, 6–2, 6–0  |